# Rifkin's Festival
Rifkin's Festival è un film del 2020 scritto e diretto da Woody Allen.

## Trama
Una coppia statunitense si reca in Spagna per partecipare al Festival internazionale del cinema di San Sebastián. I due si innamorano però di altre persone: lui di una dottoressa spagnola più giovane e lei di un affascinante regista francese.

## Produzione
Le riprese del film sono iniziate il 10 luglio 2019 a San Sebastián e sono terminate il 16 agosto dello stesso anno.

## Promozione
Il primo trailer del film è stato diffuso il 10 settembre 2020.

## Distribuzione
La pellicola è stata presentata al Festival internazionale del cinema di San Sebastián il 18 settembre 2020 e distribuita nelle sale cinematografiche spagnole a partire dal 25 settembre dello stesso anno. Sarebbe dovuto uscire nelle sale italiane dal 5 novembre 2020, ma la chiusura delle sale a causa della pandemia di COVID-19 ha costretto i distributori ad un rinvio. Il film è uscito nelle sale italiane il 6 maggio 2021.